# 事故による美術品の損壊

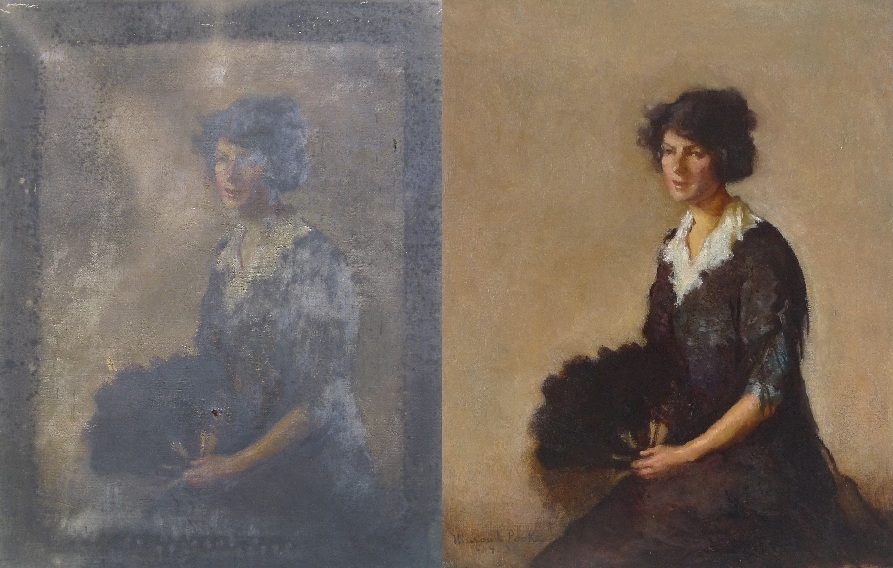
火災の被害に遭った絵画の復元前後

事故による美術品の損壊（じこによるびじゅつひんのそんかい）は、様々な事故によって芸術作品が損害を受けたり、破壊されたりすることである。目立った損壊事故の多くは、公開展示や輸送の間に発生する。

## 輸送事故
ドイツのルネサンス期を代表する画家、マティアス・グリューネヴァルトによって描かれた数多くの作品は三十年戦争でスウェーデン人により奪われたが、それらの戦利品を運んでいた船がバルト海で帝国軍に撃沈させられ失われてしまった。
1979年1月30日、太平洋上でヴァリグ・ブラジル航空967便遭難事故が発生し、乗員6名が死亡した。積荷の中には、日本で展示され、ブラジルに返還される予定だったマナブ間部の作品が数十点積み込まれていた。間部はその後14年かけて喪失した1点1点を描き直した。
1998年9月2日、カナダ・ノバスコシア州のハリファックス付近でスイス航空111便墜落事故が発生し、229人が死亡した。パブロ・ピカソの1963年の作品「絵描き」はこの便の貨物の一部であり、この事故で失われた。

## 人為事故
2006年10月、有力経営者のスティーブ・ウィンが、1932年にピカソが描いた作品「夢」の売却を認めた。この作品はウィンの芸術コレクションの要であり、ウィンが経営するラスベガスのカジノで展示されていた。予定売却価格の1億3900万ドルは、絵画の販売において当時の最高額であった。ところが価格取引の翌日、絵画をリポーターに見せていたところ、ウィンが誤って絵に肘をついてしまい、目立つ穴を開けてしまった 。9万ドルをかけて修理したが、絵画の見積もり価格は8500万ドルになった。これに対しウィンがロイズ・オブ・ロンドン保険組合を通して価格の差に抗議し、2007年3月に示談が成立した。2013年3月、ウィンは修復後の絵画を元の購入者、スティーヴン・A・コーエンに1億5500万ドルで売却した。なお絵画の価値は、物価上昇を加味した事故前の価格（2013年時点で1億6000万ドル）と比べて約500万ドル下落した。
2006年、ケンブリッジのフィッツウィリアム美術館を訪れていた男性が、緩んだ靴ひもを踏んで転倒し、中国の清王朝（17世紀）の花瓶3点を割ってしまった。男性にけがはなく、弁償もせずに済んだが、この美術館を出入禁止になった。その花瓶は特に価値のある展示品の一つであり、美術館がなんとか修復した。保護ケースに入れられた上で再び展示されている。
2010年1月22日、ニューヨークのメトロポリタン美術館を訪れていた女性が誤って転倒し、1904年にパブロ・ピカソが描いた作品「役者」に倒れ掛かった。これにより196cm×115cmの絵画の右下が、約15センチメートルにわたって裂けてしまった。この絵画はピカソの主要な作品の一つとされており、価格は1億3千万ドルといわれている。損害は3か月の作業を経て、2010年4月に修復された。修復作業では6週間にわたり絵画を平らに寝かせて、まず落下によってかかった力を相殺するために、小さな絹製サンドバッグの重りが載せられた。その後、キャンバスの裏に二軸延伸ポリエステルを当てて、表面を慎重に修正した。二軸延伸ポリエステルが選ばれた理由は透明度の高さにあった。キャンバスの裏には第二の絵が存在するため、それが隠れないよう考慮したのである。事故後、絵画にはアクリル樹脂で覆いがされている。
現代美術家のトレイシー・エミンの作品は、複数が不慮の事故で損害を受けている。「自画像：入浴」(有刺鉄線に絡まったネオン灯)は、スコットランド国立近代美術館での展示中、鑑賞者の服がワイヤーに引っかかり、約2000ドル相当の損害を受けた。同じギャラリーでは、別の来館者が後ずさりしてエミンの作品"Feeling Pregnant III"に接触してしまった。「私の叔父コリン」はスコットランド国立美術館のスタッフが誤って破損してしまったが、後に修理された。2004年5月には倉庫で火災が発生し、刺繍したテントの作品「私が今までに一緒に寝たすべての人 1963–95」を含む複数の作品が損害を受けた。
2015年、12歳の男の子が台北市の華山1914文創園区で開かれた展覧会を訪れ、つまずいた拍子にパオロ・ポルポラの作品「花」に穴を開けてしまった。絵画の価格は150万ドル(95万ポンド)だった。男の子とその保護者はいずれも罪に問われたり修復費用を請求されることはなく、保険によってカバーされた。

## 過失と不注意
2000年、ロンドンにあるサザビーズのオークションハウスで働く荷物の運搬人が、粉砕機を使って、約15万7千ドルの価値があるルシアン・フロイドの絵画が入っていた箱を粉砕してしまった。運搬人は箱が空だと誤認しており、不注意による結果であることが明らかになった。
2004年、テート・ブリテンの従業員が、作品の隣にあったビニール製のごみ袋を、ただのゴミと間違えて処分した。その袋は、グスタフ・メッツガーが制作した「初公開の自動破壊芸術の再現」の作品の一部であった。このように現代美術では、場に相容れないと考えられて美術館のスタッフにより作品の一部や全部が誤って破損・破棄されてしまうケースが特に多い。
2012年、グレン・ベックの部下が、オーソン・ウェルズが1940年に絵付けとサインをした金魚鉢をこすって洗い落としてしまった。鉢はその日にオークションで入手され、鍵のかかったベックの職場の机に放置されていた。
2014年、イタリアの都市バーリの家政婦が、フリッププロジェクトスペースで企画された美術展において、展示されていた芸術作品のいくつかを捨ててしまった。

## 火災
1654年、デルフトの火薬庫爆発事故では、オランダ人の画家カレル・ファブリティウスの工房が巻き込まれた。ほとんどの作品が失われ、自身もこの爆発によって死亡した。
1734年12月24日、マドリードのアルカサルで発生した火災では、王室礼拝堂の音楽コレクションをはじめとして、400点以上の絵画や大量の彫刻作品、何千枚もの書類が損害を受けた。被害を受けた絵画には、ルカ・ジョルダーノ、エル・グレコ、ジュリオ・チェーザレ・プロカッチーニ、ホセ・デ・リベーラ、ピーテル・パウル・ルーベンス、フランス・スナイデルス、マッシモ・スタンツィオーネ、ティントレット、ティツィアーノ、ベラスケス、パオロ・ヴェロネーゼの作品が含まれる。
1992年のウィンザー城火災では、絵画「軍隊を視察するジョージ3世とプリンス・オブ・ウェールズ」を含む数点の美術品が損害を受けた。
2004年5月、ロンドン東部で起きたモマート社倉庫火災では、抽象派の画家パトリック・ヘロンの作品50点以上をはじめ、その他19人の画家の作品が損害を受けた。この時に前述したトレイシー・エミンの作品も損傷した。

## 関連文献
- 池上英洋『「失われた名画」の展覧会』大和書房、2016年、ISBN 9784479392866。
- セリーヌ・ドゥラヴォー『不可能美術館 ― 盗難! 破壊! 失われた至宝の数々 ―』U-CAN、2014年、ISBN 978-4901366809。
- 文化庁文化財部美術学芸課「美術品補償制度 ― 展覧会のために借り受けた美術品損害の政府よる補償 ―」文化庁、2020年6月19日閲覧。
- 日本博物館協会 編『博物館資料取扱いガイドブック ― 文化財、美術品等梱包・輸送の手引き ―』ぎょうせい、2016年9月、改訂版、ISBN 9784324101599。